# Акихито Цукуши
Шигея Сузуки (鈴木茂也, Сузуки Шигея, роден на 5 май 1979 г.), по-известен под псевдонима си Акихито Цукуши (つくしあきひと, Цукуши Акихито) е японски илюстратор, мангака и дизайнер от Сагамихара, Канагава. Сузуки се нарича и Ичими Токуса (とくさ一味, Токуса Ичими).

## Биография
Цукуши е родом от префектура Канагава, посещава гимназия „Тачибана Гакуен“, преди да завърши Академията за дизайн в Токио по илюстрация. Работи в „Конами“ от 2000 до 2010 г., преди да стане илюстратор на свободна практика. По време на престоя си там той основно работи в областта на анимацията и проектирането на дизайна на игри като Elebits и Elebits: The Adventures of Kai and Zero.
След като напуска „Конами“, Цукуши започва да рисува манга, дебютирайки през 2011 г. с From Star Strings (スターストリングスより).
Цукуши сочи Норман Рокуел като източник на вдъхновение и човек, на когото се възхищава.